# Yasmin Abd El-Rahman
Yasmin Abd El-Rahman (en arabe : ياسمين عبد الرحمن), née en 1987, est une nageuse égyptienne.

## Carrière
Yasmin Abd El-Rahman remporte la médaille de bronze du 200 mètres brasse aux Championnats d'Afrique de natation 2002 au Caire.
Elle est sacrée championne d'Égypte du 100 mètres brasse et du 200 mètres brasse en 2004,.